# Чудинов, Валерий Алексеевич
Вале́рий Алексе́евич Чуди́нов (30 июня 1942, Москва — 6 февраля 2023, Москва) — советский и российский философ, специалист по философским вопросам естествознания. Доктор философских наук (1987), профессор.
Известен главным образом как автор псевдонаучных теорий в области истории и лингвистики. Чудинов утверждал, что первой цивилизацией в истории была «славянская ведическая цивилизация», и многие народы были русскими. Эти идеи, по его мнению, доказываются существованием древних «славянских надписей» практически на любых предметах. «Методы» выявления и прочтения «неявных надписей», использованные Чудиновым, включали рассмотрение не самих предметов, а их фотографий или зарисовок из книг при увеличении размеров изображения, усилении его контрастности, инверсии цвета — с целью найти в мелких штрихах и тенях подобия «буквиц». Надписи на фоне фотографий Чудинов объяснял проявлением «тонкого мира».
Работы Чудинова, претендующие на открытия в области эпиграфики и палеографии, не признаются научным сообществом. Специалисты причисляют его концепции к жанру фолк-хистори. Выводы этих концепций Чудинова не основаны на научных методах работы с источниками, а его работы по истории и лингвистике в рецензируемых научных журналах не публиковались.

## Биография
В 1967 году окончил физический факультет, а также, по собственному утверждению, заочно 4 курса из 5 филологического факультета МГУ имени М. В. Ломоносова.
В 1973 году в МГУ имени М. В. Ломоносова защитил диссертацию на соискание учёной степени кандидата философских наук по теме «Философский анализ понятий делимости и сочетаемости» (специальность 09.00.01 — диалектический и исторический материализм). В 1987 году в МГПИ имени В. И. Ленина защитил докторскую диссертацию по теме «Философские проблемы естественнонаучной атомистики» (специальность 09.00.08 — философия науки и техники). С 1976 года — доцент, с 1991 года — профессор.
С декабря 1999 года — действительный член общественной организации «Российская академия естественных наук» (РАЕН). С мая 2005 года возглавлял в РАЕН Институт древнеславянской и древнеевразийской цивилизации.
По состоянию на 2003 год являлся председателем комиссии по культуре Древней и Средневековой Руси Научного совета РАН «История мировой культуры». Сам Чудинов заявлял, что, согласно Постановлению Президиума РАН № 44 от 14.02.2006 (Приложение 3 «Структура Научного Совета РАН „История мировой культуры“», стр. 4, первая фамилия сверху), был переизбран до 2011 года. Однако по данным редколлегии бюллетеня «В защиту науки», Чудинов «давно отстранён от каких-либо полномочий в РАН». Заместитель академика-секретаря Отделения историко-филологических наук РАН А. Е. Петров оценил эту комиссию как «плохо контролируемый аппендикс» в рамках «размытой аморфной структуры» научного совета «История мировой культуры» при Президиуме РАН, не имеющий никакого отношения к профильному отделению академии. Покровителем Чудинова в этом совете Петров назвал «поэта-философа» А. А. Котенева. В составе Научного совета РАН «История мировой культуры» на 2021 г. фамилия Чудинова отсутствовала.
Работал, по его словам, на основной работе или в качестве почасовика и совместителя примерно в 20 вузах, сотрудничал с несколькими НИИ (ВНИИ ГПЭ, РТИ, ВИНИТИ, ИНИОН, ИИЕТ, ИФАН), преподавал философию по линии кафедры философии РАН аспирантам ряда НИИ (Курчатовский институт, Энергетический институт имени Г. М. Кржижановского, Институт теплофизики, Институты гельминтологии, растениеводства, животноводства, удобрений ВАСХНИЛ и других), публиковался в научной периодике институтов АН СССР и РАН, в МГУ, ЛГУ, ТвГУ и т. д. Состоял или состоит членом трёх советов по защите диссертаций в государственных вузах, одного научного совета РАН и одного совета по линии МАНПО.
Читал лекции в Политехническом музее, однако в 2010 году его лекции были исключены из программы музея как лженаучные.
Сопредседатель оргкомитета и участник международных конгрессов «Докирилловская славянская письменность и дохристианская славянская культура», с 2008 года по 2010 год ежегодно проходивших в ЛГУ им. Пушкина, а в 2011 году — в городе Лотошино Московской области.
Автор более 700 статей и книг. С 26 июня 2006 года поддерживал свой сайт chudinov.ru.
Чудинов имел физическое образование и незаконченное (вплоть до последнего курса) филологическое, однако большая часть написанных им книг посвящена «славянской письменности». Ни одна из его работ не опубликована в реферируемых научных журналах списка ISI Knowledge, в который с недавних пор входят и российские журналы.
Скончался 6 февраля 2023 года поздно вечером в своей квартире в Москве. Предварительной причиной смерти названа сердечно-сосудистая недостаточность.

## Идеи

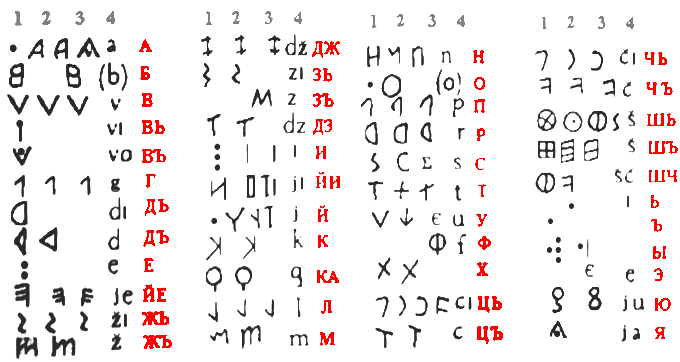
«Расшифровка» этрусского алфавита В. А. Чудиновым

Чудинов начинал как последователь дешифровщика-любителя Г. С. Гриневича, пытаясь прочесть раннесредневековые славянские надписи, написанные, согласно Гриневичу, слоговым письмом. Позднее, сохранив представление о слоговом характере этой письменности, Чудинов создал свою концепцию.
Он предложил собственные фонетические значения для «открытой» им системы письма, которую он назвал «руницей», или «рунами Макоши». Помимо «древнерусских надписей», которых автор прочитал большое количество, им были найдены «надписи» на многих других предметах, в том числе на палеолитических памятниках, поэтому возникновение «руницы» Чудинов связывает с началом среднего палеолита.
Ещё один тип письма, выделенный Чудиновым, назван им «руны Рода». Они якобы произошли от «руницы» в середине среднего палеолита. В отличие от слоговой «руницы», «руны Рода», являются буквенным письмом, очень близким к современному русскому алфавиту, это 29 кириллических букв. Известная кириллица возводится к этому алфавиту. «Руны Рода» и «руны Макоши» Чудинов читал на массе изображений, от фотографий палеолитических пещер до современных рисунков, фотографий поверхности Солнца и других космических объектов.
Почти все «надписи» «рунами Рода» и часть надписей «рунами Макоши» являются, согласно терминологии Чудинова, «неявными». «Методы» выявления и прочтения «неявных надписей», использованные Чудиновым, включали рассмотрение не самих предметов, а их фотографий или зарисовок из книг при увеличении размеров изображения, усилении его контрастности, инверсии цвета — с целью найти в мелких штрихах и тенях подобия «буквиц». Этим методом, по его собственному мнению, владел только он. Чтение надписей на фотографиях поверхности Земли и иных небесных тел Чудинов объяснял наличием крупных искусственных образований, так называемых геоглифов (а также «селеноглифов», «ареоглифов» и «гелиоглифов»). Надписи на фоне фотографий автор объяснял проявлением «тонкого мира».
Чудинов утверждал, что первой цивилизацией в истории была «славянская ведическая цивилизация», и многие народы, включая этрусков, были русскими.
Для многочисленных заметок Чудинова, размещённых на его сайте, были характерны в порядке аргументации ad hominem апелляции к реальному или мнимому этническому происхождению (как правило, еврейскому) не признающих его выводов деятелей науки. Так, в своей статье «Гордон как Кихот и Задорнов как якобы ветряная мельница», опубликованной в рубрике под названием «Научная полемика с оппонентами», Чудинов утверждал, что «русские израильтяне» позволяют себе «наглые обвинения, прерывание выступления выкриками, шельмование противника, навешивание на него уничижительных ярлыков» и якобы препятствуют русским исследовать собственную историю. О лекции А. А. Зализняка он пишет:

Пока собирался народ, меня удивило большое число лиц библейской национальности, которые, судя по их последующему поведению, живо интересовались предметом лекции. Мне было бы понятно, если бы речь шла о немецком языке, поскольку идиш является диалектом немецкого. Оправданным был бы и интерес к английскому языку, ибо в США существует многочисленная еврейская диаспора, которая говорит исключительно по-английски. Однако объяснить себе прагматический интерес представителей данного этноса именно к русскому языку я на первых порах не смог.

### Примеры прочтений
Одним из основных «методов» Чудинова являлось распознавание надписей, содержащих русские слова и словосочетания (например, «Русь Яра», «храм Макоши» и др.), на различных поверхностях со сложным рисунком: каменных стенах зданий и пещер, предметах материальной культуры, поверхностях Земли, Луны, Марса и Солнца. По результатам своих исследований Чудинов делал выводы о том, что русский язык является одним из древнейших языков на Земле, а русская письменность существует не менее двух миллионов лет.

На мамонте написано — «мамонт», а на лошади написано «дил»! Отсюда появилось русское слово «коркодил». Потому что схема словообразования одинаковая — «корковый дил» — конь из корки, а корка — чешуя. Поэтому у нас не искажённое английское или латинское слово, а, наоборот, латинское слово — это искажённое русское: было «коркодил», а стало «крокодил».

## Критика
Чудинов читал надписи не только на древних предметах, но и на современных, относя их к эзотерическим проявлениям «тонкого мира». Так, в 2008 году Чудинов обнаружил на карте Балтийского моря из книги В. И. Меркулова «Откуда родом варяжские гости? Генеалогическая реконструкция по немецким источникам» древние надписи, якобы замазанные, по его словам, современными исследователями, и доказывающие славянскую принадлежность ряда географических пунктов Балтийского моря. Тем временем, автор книги Меркулов заявил, что она древней не является, а самостоятельно сделана им в Photoshop, а «различия в контрасте», которыми воспользовался Чудинов для «расшифровки», возникли при сканировании карты. 5 мая 2009 года Чудинов получил под видом фотографии солнечной поверхности обработанную в графическом редакторе фотографию фактуры строительной штукатурки и, несмотря на оговорку о сомнительности её происхождения, прочитал на ней «ряд структур, связанных с русскими богами». 5 декабря 2012 года Чудинов обнаружил надписи на пирамиде, созданной с помощью трёхмерной графики, приняв её за реальную. 28 февраля 2013 года Чудинов заявил, что выявил «лики и надписи» в следах Чебаркульского метеорита, указав, что «таков результат метеоритной атаки с позиций тонкого мира».
Утверждения Чудинова наукой не принимаются ввиду радикального противоречия выводам, сформированным современной историей и лингвистикой, методологии науки. Видный российский лингвист В. А. Плунгян назвал идеи Чудинова фантазиями, находящимися «целиком и полностью вне рамок современной науки». Обнаружение Чудиновым следов русской письменности на поверхности Солнца рассматривается как проявление апофении.
Академик РАН, лингвист и эпиграфист А. А. Зализняк в публичном выступлении «О профессиональной и любительской лингвистике», цитируя, в частности, произведение Чудинова «Канун научной революции в области историографии», отметил:

Лингвист-любитель охотно погружается в обсуждение письменных памятников прошлого, совершенно забывая (или просто ничего не зная) о том, что в прошлом знакомый ему язык выглядел совсем не таким, как теперь. Чтобы убедиться в этом, отечественному любителю было бы достаточно почитать в подлиннике, скажем, «Повесть временных лет» или попробовать самостоятельно понять две-три берестяные грамоты. Но любители не читают древнерусских текстов. Вместо этого немало любителей делают попытки прочесть по-русски те или иные надписи (или другие тексты), относящиеся к различным векам до н. э. или к ранним векам н. э., причём совершенно необязательно на территории России, — например, надписи на этрусских или критских монументах или сосудах. Понятно, что «по-русски» для них означает «на современном русском языке» — древнерусского они просто не знают… Ни одно из таких прочтений не имеет никаких шансов оказаться верным уже по той простой причине, что двадцать пять, или двадцать, или пятнадцать веков тому назад язык наших предков был до неузнаваемости непохож на современный русский…
В рассуждениях лингвистов-любителей «обратное прочтение» — это событие, которое на каждом шагу происходит в истории слов и порождает в языке «слова-перевёртыши»… Обратное прочтение как источник появления слов есть абсурд в квадрате, поскольку, во-первых, слова не читают задом наперёд, во-вторых, слова живого языка вообще не возникают из письменного источника (научные термины нынешних наук не в счёт)…
…Так, например, лингвисты-любители, вдохновившиеся идеей русско-этрусского тождества, не только смело читают этрусские надписи по-русски, но и очень охотно используют свои прочтения в качестве обоснования тезиса о широкой экспансии русских в древности… Особо отмечу, что вполне обычны для любителей заявления, будто латынь, или английский, или немецкий и т. д. произошли из русского, причём даже не из древнего, а именно из такого, на котором мы говорим сейчас. Некоторые ещё более решительны и сообщают нам, что все вообще языки произошли из русского. Ничего более нелепого с точки зрения действительной истории языков нельзя и придумать. Не говорю уже о том, что такие «открытия» делают люди, которые из 99 % языков мира не знают ни единого слова, не знают даже названий этих языков. Но, увы, этот абсурд тешит самолюбие определённой части читателей.

Историк, заместитель академика-секретаря Отделения историко-филологических наук РАН А. Е. Петров высказался о Чудинове следующим образом:

Есть такой псевдоисследователь Древней Руси по фамилии Чудинов. <…> Он медвежьи царапины на всех возможных корягах по территории нашей необъятной Родины, и не только нашей Родины, считает славянским письмом, у него получаются целые славянские, и, более того, русские тексты уже в палеолите.

Лев Нецветаев, почётный архитектор России, член Союза художников России, в рецензии на книгу «Тайнопись в рисунках А. С. Пушкина. Разгадка кода гения», опубликованной в выпуске № 35(6135) «Литературной газеты», отмечает некорректность нахождения скрытых надписей в рисунках Пушкина:

Ответ прост: а и нет там никаких буквиц, а есть только страстное (если не болезненное) желание их увидеть. И все многочисленные (279) иллюстрации, несмотря на плохое их качество (автор работал не с подлинниками, а с репродукциями), вопиют именно об этом. Ставшие лохматыми от сильного увеличения линии произвольно разрубаются автором на дольки, отдалённо напоминающие буквы; при этом автор ещё и часто разворачивает их то на 90, а то и на 180 градусов — интересно выглядел Пушкин, вертящий бумагу так и эдак во время рисования. Быстрый росчерк также произвольно растаскивается Чудиновым на куски — и вот уже «заговорил» воротник Гоголя, а несложный росчерк на рукописи поэмы «Кавказ» предстаёт фразой: «А. С. Пушкин смотрел стихи». Стоит ли эта нелепая фраза (кстати, что в ней секретного?) мучительной зашифровки в завиток, производящий впечатление начертанного сразу?
С ним согласен пушкинист, доктор филологических наук Валентин Непомнящий:

Чудинов взялся разбирать пушкинские рисунки, и вот он находит в извивах волос, складках одежд и т. д. рунические письмена, что, говоря научно, не поддаётся верификации и оставляет болезненное впечатление («Тайнопись в рисунках Пушкина»).
По мнению филолога Д. Ю. Полиниченко, «неявные надписи» Чудинова являются плодом его эпиграфической фантазии. Полиниченко отмечает, что идеи Чудинова о существовании древнейшей славянской письменности хорошо согласуются с неоязыческими мифами о величии предков и дохристианском «Золотом веке» и могут создавать видимость научной аргументации этих идей.
Историк А. А. Чубур писал: «следует отметить, что в последнее десятилетие в России наблюдается опасная тенденция массовых лженаучных фальсификаций псевдопатриотической и националистической направленности в области древнейшей истории населения Восточной Европы. Яркие примеры — публикуемые в журнале самодеятельной Академии фундаментальных наук „Organizmica“ работы А. А. Тюняева, не менее одиозны псевдоисторические публикации П. М. Золина, В. А. Чудинова, Ю. Д. Петухова».

## Работы
Научные и учебно-методические
- О пределах делимости и сочетаемости микро- и макрообъектов // Методологические проблемы науки, М., 1972.
- Обоснование Ф. Энгельсом диалектико-материалистической концепции пространства и времени // Развитие Ф. Энгельсом проблем философии и современность. Уч. пос. по спецкурсу. 1975.
- Материальный субстрат, его виды и структурные уровни // Очерки по диалектическому материализму. Уч. пос. для аспирантов. 1985.
- Язык и мышление // Очерки по диалектическому материализму. Уч. пос. для аспирантов. 1985.
- Атомистические концепции в современном естествознании: методологический анализ / отв. ред. Л. Я. Станис; АН СССР, Ин-т философии. — М.: Наука, 1986. — 175 с.
- Бытие, субстанция, материя // Философия. Курс лекций для студентов с.-х. и техн. вузов. М., 1995.

Псевдонаучные
- Славянская мифология и очень древние надписи. 1998.
- Загадки славянской письменности. — М., «Вече», 2002.
- Руница и тайны археологии Руси. — М., «Вече», 2003.
- Тайные руны древней Руси. — М., «Вече», 2005.
- Священные камни и храмы древних славян. — М., «Фаир-Пресс», 2004.
- Вернём этрусков Руси. — М., «Поколение», 2006.
- Русские руны. — М., «Альва-Первая», 2006.
- Правда о сокровищах Ретры. — М., «Альва-Первая», 2006.
- Идея эволюционного словаря. — М., «Альва-Первая», 2006.
- Вселенная русской письменности до Кирилла. — М.: «Альва первая», 2007 (сборник статей разных авторов под ред. Чудинова).
- Тайнопись в рисунках А. С. Пушкина. — M.: «Поколение», 2007.
- Тайнопись на русских иконах. — М.: «Альва-Первая», 2008.
- Тайные знаки древней Руси. — М.: «Алгоритм», 2009.
- Вагрия. Варяги Руси Яра: очерк деполитизированной историографии. — М.: «Гранд-Фаир», 2009.
- Идея Расширенного эволюционного словаря. Статьи и комментарии по этимологии слов русского языка. Издание второе, дополненное. — М.: Традиция, 2012.
- Священные камни и ведические храмы древних славян. Издание второе, исправленное и дополненное. — М.: Традиция, 2012.
- Загадки славянской письменности. Гипотеза о существовании древнего «письма ИКС». Издание второе, исправленное и дополненное. — М.: Традиция, 2012.
- Письмо «Икс» найдено. — М.: Традиция, 2012.
- Руны-сказы Руси каменного века. — М.: Традиция, 2012.
- Русская основа китайской письменности. — М.: Традиция, 2012.
- Тайны священных камней Руси. — М.: Традиция, 2012.
- Тайнопись дохристианских икон. — М.: Традиция, 2012.
- Что мы знаем об этрусках. — М.: Традиция, 2012.
- Как читать надписи. Основы эпиграфики. — М.: Традиция, 2012.
- Альтернативная историография. — М.: Традиция, 2013.
- Тайнопись в гениальных рисунках А. С. Пушкина. — М.: Традиция, 2015.
- Русский Крым и Руское море. Тысячелетняя история. — М.: Традиция, 2015 (совместно с С. В. Стрижаком).
- Загадочные письменности мира читаются по-русски. — М.: Традиция, 2016.
- Датировка по Рюрику как забытая древняя хронология. — М.: Традиция, 2016.
- Правда о Рюрике. — М.: Традиция, 2017.
- О подмене Петра Великого. — М.: Традиция, 2017.
- Геоглифия. — М.: Традиция, 2017.
- Виманы как древние летательные аппараты. — М.: Традиция, 2018.
- Сакральный Крым как древняя русская земля. — М.: Традиция, 2019.
- Москва Ведическая. — М.: Традиция, 2019.
- Ведизм как русское мировоззрение. — М.: Традиция, 2020.
- Визуализация тонкого мира. — М.: Традиция, 2022.